# Jim Bridenstine
James Frederick Bridenstine (Ann Arbor, 15 de junho de 1975) é um político americano e o Administrador da NASA. Bridenstine foi membro da Câmara dos Representantes no 1º distrito congressional de Oklahoma, com sede em Tulsa, de 3 de janeiro de 2013 a 23 de abril de 2018. Ele é membro do Partido Republicano.
Em 1 de setembro de 2017, o presidente Donald Trump nomeou Bridenstine para ser o administrador da NASA; ele foi confirmado pelo Senado dos EUA em 19 de abril de 2018. Bridenstine esteve no Comitê de Ciência, Espaço e Tecnologia durante seu período no Congresso. Ele é o primeiro funcionário eleito a ser nomeado administrador da NASA. Sua nomeação foi controversa.

## Início da vida, educação e serviço militar
Bridenstine nasceu em 15 de junho de 1975 em Ann Arbor, Michigan. Ele é formado pela Jenks High School, pela Rice University, com especialização em Economia, Psicologia e Negócios, e possui um MBA pela Universidade Cornell. Ele é ex-diretor executivo do Museu e Planetário Aéreo e Espacial de Tulsa e foi um Aviador Naval na Marinha dos Estados Unidos da ativa e na Reserva da Marinha dos Estados Unidos, onde pilotou a aeronave E-2C Hawkeye, e também na América Central e do Sul em apoio à Guerra contra as drogas. Em 2015, ele transferiu sua comissão da Reserva e ingressou na Guarda Nacional Aérea de Oklahoma. Bridenstine é um escoteiro. A partir de 2016, Bridenstine é recordista do estado de Oklahoma no revezamento estilo livre de 200M de longo curso.

## Câmara dos Deputados dos Estados Unidos
Nas eleições de 2012, ele é candidato à Câmara dos Deputados dos EUA no 1º distrito de Oklahoma, nos arredores de Tulsa. Apoiado pelo Tea Party, ele venceu a primária republicana com 54% dos votos ao vencer o atual representante John Sullivan (pol). Em um distrito profundamente republicano, ele foi eleito representante com 63,5% dos votos sobre o democrata John Olson (32%) e o independente Craig Allen (4,5%).
Em 2014, vários grupos conservadores o instaram a concorrer à propriedade de Tom Coburn no Senado. Ele escolheu, no entanto, permanecer na Câmara dos Deputados. Em novembro, ele foi reeleito sem oposição.
Em 1 de setembro de 2017, a Casa Branca anuncia a intenção do presidente Trump de nomeá-lo como diretor da NASA. Sua nomeação é contestada pelos democratas que o criticam por ser "político" demais, por ser o primeiro eleito para esse cargo, bem como por suas posições que questionam as mudanças climáticas. Durante suas audiências no Senado, ele assume posições mais moderadas, afirmando, por exemplo, que o homem contribui para as mudanças climáticas, mesmo que não seja sua causa principal. Sua indicação foi aprovada pela comissão competente do Senado em 8 de novembro de 2017 e novamente em 18 de janeiro de 2018 antes de ser finalmente aprovada pelo Senado em 19 de abril por 50 votos republicanos contra 49 votos democratas.